# Rivière Marécageuse
Pour les articles homonymes, voir Marais (homonymie).
La rivière Marécageuse est un affluent du Lac des Fourches, coulant dans le territoire non organisé de Les Lacs-du-Témiscamingue, dans la municipalité régionale de comté (MRC) de Témiscamingue, dans la région administrative de l’Abitibi-Témiscamingue, au Québec, au Canada.
La rivière Marécageuse coule entièrement en territoire forestier. La foresterie constitue la principale activité économique de ce bassin versant ; les activités récréotouristiques, en second.
Annuellement, la surface de la rivière est habituellement gelée de la mi-novembre à la mi-avril, toutefois la circulation sécuritaire sur la glace se fait généralement de la mi-décembre à la fin mars.

## Géographie
La rivière Marécageuse prend sa source à l’embouchure du Lac Soufflot (longueur : 8,5 km de nature difforme ; largeur : 3,4 km ; altitude : 315 m). Ce lac s’alimente de la décharge du "Petit lac Pierre" (au nord-est), de la décharge du lac de l’Émeraude (au sud-est) et de la décharge du Lac Carrière (à l'ouest).
L’embouchure du Lac Pierre est localisée à :
- 24,1 km au sud-est de l’embouchure de la rivière Marécageuse ;
- 41,3 km au sud-est de l’embouchure du lac Simard (Témiscamingue) ;
- 87,6 km au sud-est du centre-ville de Val-d’Or ;
- 22,4 km au sud du réservoir Decelles.

Les principaux bassins versants voisins sont :
- côté nord : Lac des Fourches, lac Simard (Témiscamingue), rivière Winneway, rivière des Outaouais ;
- côté est : rivière de l'Esturgeon, rivière Decelles, lac Bay, Lac Pierre ;
- côté sud : lac Soufflot ;
- côté ouest : rivière Guillet, rivière Fraser, rivière Blondeau (rivière Fraser), rivière McFadden, rivière des Outaouais.

À partir de l’embouchure du Lac Pierre, la rivière Marécageuse coule sur 12,0 km selon les segments suivants :
- 1,6 km vers le nord, en traversant le lac Loken (altitude : 307 m) sur sa pleine longueur, jusqu’à son embouchure ;
- 7,8 km vers le nord, en serpentant jusqu’au ruisseau Raven (venant du sud-ouest) ;
- 2,6 km vers le nord-est, jusqu'à l’embouchure de la rivière[2].

La rivière Marécageuse se décharge au fond d’une baie (longueur : 3,8 km dans l’axe Nord-Sud). Cette baie est située sur la rive est du Lac des Fourches (longueur : 5,5 km ; altitude : 298 m). Le Lac des Fourches est traversé sur sa pleine longueur par la rivière Winneway.
Cette confluence de la rivière Marécaguese est située à :
- 9,2 km au sud-est de l’embouchure de la rivière Winneway ;
- 4,9 km au sud du barrage Winneway situé à l’embouchure du Lac des Fourches ;
- 29,2 km au sud-est de l’embouchure du lac Simard (Témiscamingue) ;
- 24,4 km au sud-est du réservoir Decelles ;
- 71,9 km à l'est du Lac Témiscamingue ;
- 83,4 km au sud-est du centre-ville de Val-d’Or.

## Toponymie
Le toponyme « rivière Marécageuse » a été officialisé le 5 décembre 1968 à la Commission de toponymie du Québec, soit à la création de cette commission.